# Queens of the Qing Dynasty
Queens of the Qing Dynasty ist ein kanadischer Spielfilm unter der Regie von Ashley McKenzie aus dem Jahr 2022. Der Film feierte am 15. Februar 2022 auf der Berlinale seine Weltpremiere in der Sektion Encounters.

## Handlung
Star lebt in einer kanadischen Kleinstadt. Sie war in einer Pflegefamilie, ist nun aber 18 und auf der Suche nach ihrem Platz im Leben. Nach einem Selbstmordversuch kommt sie ins Krankenhaus. Dort hält An Nachtwache bei ihr. An kommt aus Shanghai, ist im Rahmen eines universitären Austauschprogramms in Kanada und hätte gerne ein dauerhaftes Aufenthaltsrecht. An entspricht keinem Klischee, ist queer, hat für sich das Personalpronomen they gewählt und ist von den Königinnen der Qing-Dynastie fasziniert. Die beiden jungen Leute verweigern sich der gesellschaftlichen Anpassung und freunden sich an.
Nach eigenen Angaben behandelt die Regisseurin in ihrem Coming-of-Age-Film die Themen Familie, Ethnien, Gender und Kreativität.

## Produktion

### Filmstab
Regie führte die Kanadierin Ashley McKenzie, von der auch das Drehbuch stammt. Die Kameraführung lag in den Händen von Scott Moore.
In wichtigen Rollen sind Sarah Walker (Star) und Ziyin Zheng (An) zu sehen. Für Sarah Walker ist dies die erste Filmrolle. Zheng war ursprünglich als Berater für das Drehbuch vorgesehen. Während der intensiven Gespräche zum Drehbuch kam der Regisseurin die Idee, dass Zheng die durch die Gespräche veränderte Rolle selbst übernehmen solle. Zheng stammt aus Shanghai, lebte im Rahmen eines universitären Austauschprojekts in Kap Breton und wollte immer schon ins Schauspielfach, stimmte also zu. An verkörpert eine Übertreibung von Zheng, beide haben für sich das Pronomen they gewählt.

### Produktion und Förderungen
Produziert wurde der Film von Britt (Brittany) Kerr, Nelson MacDonald und Ashley McKenzie. Die Produktionsfirma Grassfire Films wurde von der Regisseurin 2011 zusammen mit ihrem Freund, dem Produzenten Nelson MacDonald, gegründet, und hat bereits McKenzies ersten Spielfilm Werewolf (2016) produziert.

### Dreharbeiten und Veröffentlichung
Die Dreharbeiten fanden zum großen Teil in einem Krankenhaus auf der Kap-Breton-Insel im Nordatlantik, der Heimat der Regisseurin, vor dem Beginn der Covid-19-Pandemie statt.
Der Film feierte am 15. Februar 2022 auf der Berlinale seine Weltpremiere in der Sektion Encounters. In Deutschland wurde er am 15. November 2023 beim Streamingdienst Mubi veröffentlicht.

## Auszeichnungen und Nominierungen
- 2022: Internationale Filmfestspiele Berlin
  - Nominierung für den Preis für den Besten Film, Preis für die Beste Regie, Spezialpreis der Jury in der Sektion Encounters[3]
  - Nominierung für den Teddy Award in der Kategorie Spielfilme[4]